# Junta Internacional de Fiscalización de Estupefacientes

La Junta Internacional de Fiscalización de Estupefacientes (JIFE) es un organismo internacional independiente establecido por un tratado, encargado de monitorear la fiscalización de drogas y vigilar la aplicación de los tratados.
La Junta se estableció en el año 1968 mediante la Convención Única de 1961 sobre Estupefacientes. Sus predecesores en virtud de los anteriores tratados de fiscalización de drogas datan de la época de la Sociedad de las Naciones.

## Funciones
Las funciones de la JIFE están consagradas en tres tratados internacionales:
- la Convención Única sobre Estupefacientes de 1961, enmendada en el año 1972,
- el Convenio sobre sustancias psicotrópicas de 1971,
- y la Convención de las Naciones Unidas contra el Tráfico Ilícito de Estupefacientes y Sustancias Sicotrópicas de 1988.

### Mandato bajo los tratados de 1961 y 1971
En términos generales, los tratados de 1961 y 1971 mandatan la JIFE con lo siguiente:
En relación con la fabricación, el comercio y el uso lícitos de drogas, la JIFE, en cooperación con los gobiernos, procura asegurar que haya suministros de drogas adecuados para fines médicos y científicos y que no se produzcan desviaciones de drogas de fuentes lícitas a canales ilícitos. La JIFE también tiene que recopilar los datos relativos a las actividades legales sobre estupefacientes para fines otras que médicas y científicas.
En relación con la fabricación, el tráfico y el uso ilícitos de drogas, la JIFE determina las deficiencias de los sistemas de fiscalización nacionales e internacionales y ayuda a corregir esas situaciones.
La JIFE emite un informe anual con los datos de importación, exportación, y fabricación legales de estupefacientes y psicotrópicos.

### Mandato bajo el tratado de 1988
La Convención de 1988 añade un mandato sustancial a la JIFE, encargándola de evaluar los productos químicos utilizados en la fabricación ilícita de drogas (precursores) a fin de determinar si deben ser sometidos a fiscalización internacional. 
Este papel de evaluación y recomendación de fiscalización pertenece a la Organización Mundial de la Salud para la fiscalización de las drogas controladas por la Convención Única de 1961 y el Convenio de 1971.
La JIFE también vigila la fiscalización que aplican los gobiernos a los productos químicos utilizados en la fabricación ilícita de drogas y les presta asistencia para prevenir la desviación de esos productos químicos hacia el tráfico ilícito. 

### Controversias acerca del mandato
Existen múltiples controversias acerca del ámbito preciso del mandato de la JIFE. Gobrienos, investigadores y organizaciones de la sociedad civil han criticado a la Junta por definirse como "cuasi judicial" a pesar de no recibir este mandato en ninguno de los tres tratados internacionales de fiscalización de drogas. Por otra parte, organizaciones de la sociedad civil e investigadores han criticado el organismo por su posición antioguada y extralimitada acerca del cannabis.

## Composición
La JIFE consiste de 13 miembros los cuales son elegidos por el Consejo Económico y Social de las Naciones Unidas, mismos que prestan servicios como individuos, no como representantes gubernamentales. 
Tres miembros son propuestos por la Organización Mundial de la Salud por su experiencia en las áreas médica, farmacéutica o farmacológica, mientras que diez miembros más son propuestos a partir de una lista de personas nominadas por los gobiernos.
Los actuales miembros son:
are:
H. H. Sevil ATASOY  
Turkey
2022
Cornelis P. DE JONCHEERE  
Netherlands
2022
Wei HAO  
China
2020
David T. JOHNSON
United States
2022**
Galina A. KORCHAGINA
Russian Federation
2022
Bernard LEROY
France
2020
Raúl MARTÍN DEL CAMPO SÁNCHEZ
México
2022
Richard P. MATTICK  
Australia
2022**
Luis A. OTÁROLA PEÑARANDA
Perú
2022
Jagjit PAVADIA
India
2020
Viroj SUMYAI
Tailandia
2020*
Francisco E. THOUMI
Colombia
2020*
Jallal TOUFIQ
Marruecos
2020
En la práctica, el secretariado de la JIFE está administrado desde la Oficina de Naciones Unidas contra la Droga y el Delito (ONUDD).